# Къща на Велизар Пеев
Къщата на Велизар Пеев се намира на улица „Оборище“ № 31 в район Оборище, София. Тя е построена за нуждите на семейството на създателя на първата шоколадова фабрика в България полк. Велизар Пеев. Понастоящем е резиденция на посланика на Нидерландия в България.
Къщата е проектирана през 1930 г. от архитектурното бюро на Иван Васильов и Димитър Цолов. Тя е двуетажна с изнесена тераса и няколко сводести прозореца. През 1978 г. е обявена за архитектурно-строителен паметник на културата с местно значение.